# أبو حمو موسى الأول
هو السلطان أبو حمو بن السلطان أبي سعيد عثمان بن السلطان يغمراسن بن زيان.
ولد 665ه—1266م وبويع بتلمسان يوم وفاة أخيه السلطان أبي زيان الأول الأحد 21 شوال 706ه— 26 ابريل 1307م وكان شجاعا شديد في غير قساوة لينا في غير ضعف، حازما صارما، وهو أول من احدث في هذه الدولة مراسيم الملك ومصطلحات تنظيمات القصر وتشريفاته.

## أسباب قدوم أبو حمو موسي إلى هذه الناحية
من المعلوم انه بعد سقوط الدولة الموحدية نتيجة انهزامها في معركة حصن العقاب بالأندلس سنة 1212م ظهرت ثلاث دول في المغرب العربي، أولها الدولة الحفصية في تونس عام 1235م والدولة المرينية بفاس سنة 1269م، حيث كانت كل دولة من هذه الدول تسعي بأخذ زمام الحكم في كامل منطقة المغرب العربي، وتري نفسها بأنها أحق بخلافة الموحدين.
لذا وجدت الدولة الزيانية نفسها بين فكي الأسد كما يقال حيث الخطر يدأهمها شرقا من طرف الحفصيين وتارة غربا من لدن المرينيين بالإضافة إلي خروج القبائل البربرية في المغرب الأوسط وتمردهم ضد الزيانيين، فمنهم من أعلن ولاءه للحفصيين واستصراخهم ضد يغمراسن مثل ما فعل بنو توجين الذين كانت لهم قلعة تاقدامت (بني سلامة) وقلعة منداس، وقلعة أخرى بالونشريس.
إما الثعالبة بسهول متيجة ومغراوة بسهول الشلف كانوا يستصرخون ببني مرين في فاس ضد الزيانيين في تلمسان، وأحيانا أخرى يستصرخون بالحفصيين في تونس.
وهذا ما جعل السلطان العبد الوادي أبو حمو موسي الأول يقوم باكتساح ساحق لإخضاع هذه القبائل وجمع كل هذه القبائل ويبني دولة قوية تكون قادرة علي الوقوف في وجه مناوئيها حيث قدم علي رأس جيش عرمرم متوجها به نحو الشرق، وقد نزل به في مكان يدعي وادي نهل وبني قصره المعروف بحمو موسي قرب مازونة الذي حرفته العامة إلي عمي موسي. وذلك في سنة 711هجري.
ثم شن هجوما كاسحا علي مغراوة بسهول الشلف حيث التقي الجيشان وأسفرت المعركة علي قتل الآلاف ثم قدم إلي مازونة وقتل عبد الرحمان بن منديل أمير مغراوة آنذاك.

## غارات أبو حمو وفتوحاته
كان أول ما افتتح به أبو حمو أعماله الإدارية إن سعي في مسالمة بني مرين ومهادنتهم، ثم لما اطمأن علي ملكه من الناحية الغربية اشتغل بتطهير الحواشي والجوانب المحيطة به فاخذ في تذليل القبائل المنشقة عنه كمغراوة وتوجين، فانتصر عليهم ولكنه لم يظفر بالأمير المغراوي راشد بن محمد لفراره، ثم التفت نحو الشرق، فبعث بجنوده ─أولا إلي الزاب الجزائري فاستولي عليه سنة 710ه، 1310م وأذعنت لطاعته بلاد الجزائر الشرقية.
فتقلص عنها ضل بني أبي حفص ثم بعد سنتين خرج السلطان أبو حمو بنفسه متوجها نحو مدينة الجزائر فاحتل بلدة تدلس─دلس─وأخضع أميرها، ثم تمكن من مدينة الجزائر وأقصي عنها حاكمها ابن علان بعدما استبد بها مدة أربع عشر سنة وسيطر على جبل أبي ثابت وكما شيد قصر«اصفون» في مدة لا تتجاوز أربعين يوما، وهو نفس مكان المدينة المعروفة اليوم بالساحل الشرقي الجزائري باسم ازفون ─وأقام به الحامية ثم تركه منصرفا إلي غزواته.

## القضاء علي إمارة الثعالبة بمتيحة
يذكر المؤرخون انه كان بسهول متيجة نحو الثلاثين مدينة وكلها كانت للثعالبة الذين هم من عرب المعقل وكان موقف هؤلاء السياسي دائما في جانب المرينيين ضد بني عبد الواد، ولا سيما أيام الحصار الشديد الذي ضربه السلطان أبو يوسف يعقوب على تلمسان، وقد لاحظ منهم ذلك بنو عبد الواد فاكتموهم العداوة مصانعة إلى أن حانت لهم الفرصة في هذه المرة وطعن سلطان مرين وارتفع الحصار واسترد الزيانيون مملكتهم فجهز يومئذ السلطان أبو حمو الأول عساكره بقيادة ابن عمه محمد بن يوسف بن يغمراسن ووجههم إلى متيجة وانقضوا على الثعالبة فخربوا قصورهم وحطموا ديارهم وقضوا على أكثريتهم، ولم ينجُ منهم يومئنذ في هذه الوقعة سوى نفر قليل التجأ إلى أحلافه بني مرين بالمغرب الأقصى، ومنهم من ذهب إلى الصحراء ومنهم من أقام بجبال الونشريس، ثم حاصر الجيش العبد الوادي مدينة بجاية وضيق على صاحبها يومئذ أبى زكرياء الأوسط حليف مرين.

## مصرع السلطان أبي حمو موسى الأول
لقد عملت عوامل الغيرة والحسد أعمالها في الأمير أبي تاشفين بسبب ما كان عليه والده أبو حمو موسى من تقديم ابن أخيه أبي السرحان عليه وانفراده في مجلسه، بل وكثيرا ما كان يظهر ذلك أمام ولده أبي تاشفين فيستشير أبا السرحان ويحادثه في شؤون الولاية وأعمالها وأبو تاشفين جالس بدون أن يلتفت إليه، فاستنكف أبو تاشفين لهذه الإهانة واغتاظ لذلك فسخط على والده ودبر له مكيدة ذهب السلطان ضحيتها فاغتاله بعض العلوج بقصره يوم الأربعاء 22 جمادى الأول سنة 718 هـ جوان 1318م.